# Arc de Triomphe (roman)
Pour les articles homonymes, voir Arc de triomphe (homonymie).
Arc de Triomphe est un roman de l'écrivain Erich Maria Remarque, écrit en allemand mais publié en anglais aux États-Unis en 1946, puis en France en 1947. L'écrivain, déchu de sa nationalité allemande en 1938, erre entre la France, la Suisse et les États-Unis où il rencontre Marlene Dietrich. Il s'en inspire dans cet ouvrage, pour le personnage de Jeanne Madou.

## Résumé
Paris, 1938. Ravic, un chirurgien allemand ayant fui le régime nazi, vit clandestinement à Paris. Il exerce sa profession en cachette, avec la complicité de médecins français, et reste hanté par son expérience des prisons de la Gestapo et des camps de concentration. Il rencontre une jeune femme, Jeanne Madou, et vit une histoire d'amour passionnée avec elle. 
Témoin d'un accident, il intervient pour soigner une blessée, se retrouve interpellé par la police, et expulsé finalement vers la Suisse. Lorsqu'il parvient à revenir à Paris, au bout de trois mois, il se rend compte que Jeanne a entamé une liaison avec un acteur, mais ils continuent à se voir. 
Il retrouve à Paris l'homme qui l'avait torturé lorsqu'il était prisonnier de la Gestapo, et décide de se venger. Il lui tend un piège, réussit à le tuer et à se débarrasser du corps sans laisser de trace.  
Jeanne Madou sera finalement tuée par un amant jaloux.  
Au début de la Seconde Guerre mondiale, Ravic, avec les autres réfugiés allemands, sera interné dans un camp comme ressortissant d'une puissance ennemie.  

## Adaptation
Le livre est adapté au cinéma en 1948 par Lewis Milestone, avec Ingrid Bergman  et Charles Boyer. Habitué à l’œuvre de Remarque, Milestone avait déjà adapté en 1930 son chef-d'œuvre À l'Ouest, rien de nouveau au cinéma.

## Éditions

### Anglaise
- Arch of Triumph, Appleton Century, 1946, 455 p.

### Française
- Arc de Triomphe, éditions Méditerranéennes, 1947, (ASIN B001JO1MOY).